# Fabien Béranger
Pour les articles homonymes, voir Béranger.
Pas d'image ? Cliquez ici

a Compétitions nationales et continentales officielles uniquement.

b Matchs officiels uniquement.
Fabien Béranger, né le 4 décembre 1972 à Lyon, est un joueur français de rugby à XIII évoluant au poste d'arrière, de demi d'ouverture ou de troisième ligne dans les années 1990 et 2000.

## Palmarès

### Détails en sélection
| 6. | 2 avril 1993 | Grande-Bretagne | 6-72 | Test-match | Remplaçant | - | - | - | - |